# 安大均
安大均，男，中国甘肃天水人，中国共产黨员、政治人物和軍事人物，擁有少將警銜。
曾经担任武警青海总队第一支队、第二支队支队长，武警河南总队副司令员等职。其间他曾获得“全国抗震救灾模范”、武警部队“十大忠诚卫士”、全国优秀指挥军官等荣誉称号。